# Бодони (шрифт)
Бодо́ни (англ. Bodoni) — семейство гарнитур, основанных на рисунке шрифта, разработанного в 1787 году итальянским шрифтовиком Джамбаттистой Бодони.

## Описание
Шрифты Бодони характеризуются прежде всего очень большим контрастом — соединительные штрихи во много раз тоньше основных. Другая важная особенность шрифтов — засечки, которые отличаются не только малой толщиной, но и углом наклона по отношению к основным штрихам: в отличие серифов от ряда других шрифтов, у Bodoni они практически перпендикулярны. Штрихи шрифтов Бодони очень длинные и острые, а овалы — совершенно прямые.
Другие особенности:
- сильный наклон курсива (более 20°)
- латинская W имеет пересечение внутренних диагоналей (как в логотипе английской Википедии)[3]

На основе исходной гарнитуры Bodoni впоследствии были созданы новые шрифты данного семейства, в частности Bauer Bodoni.

## Использование
Шрифты семейства Бодони больше подходят для набора заголовков, так как большие массивы текста, набранные Бодони, плохо читаемы.
Некоторые шрифты Бодони из-за очень тонких засечек плохо воспроизводятся офсетной печатью.
Титры фильмов Пазолини набраны именно данным шрифтом.

## Версии гарнитур
Офисный пакет iWork (начиная с 8-й версии) компании Apple содержит следующие гарнитуры, представители семейства Бодони:
- Bodoni Ornaments ITC TT — набор декоративных элементов, растительных виньеток и вензелей;
- Bodoni SvtyTwo ITC TT — гарнитура в формате TrueType;
- Bodoni SvtyTwo OS ITC TT — гарнитура с минускульными цифрами;
- Bodoni SvtyTwo SC ITC TT — гарнитура с капителью.

Компания Linotype предлагает 7 гарнитур ATF Bodoni, которые содержат 10 начертаний (курсив, полужирное, уплотненное и т. д.). Эти гарнитуры были разработаны американским дизайнером Моррисом Фуллером Бентоном (1872—1948) для фирмы ATF.
В 1989 году компания «ПараТайп» разработала гарнитуру, включающую кириллицу, позже в 1993 году было добавлено узкое начертание.